# Do or Die (canção)
"Do or Die" é uma canção de rock da banda 30 Seconds to Mars. Foi lançado como segundo single do álbum Love, Lust, Faith and Dreams.

## Posições
| Tabelas musicais (2013–14)                        | Melhor posição |
| ------------------------------------------------- | -------------- |
| Áustria (Ö3 Austria Top 75)                       | 75             |
| Bélgica (Ultratip Bubbling Under de Flandres)     | 40             |
| República Tcheca (Rádio Top 100)                  | 91             |
| Holanda (Dutch Top 40)                            | 42             |
| Eslováquia (Rádio Top 100)                        | 29             |
| Reino Unido (OCC Rock Singles)                    | 7              |
| Estados Unidos (Billboard Alternative Songs)      | 20             |
| Estados Unidos (Billboard Dance/Electronic Songs) | 33             |
| Estados Unidos (Billboard Hot Rock Songs)         | 38             |
| Estados Unidos (Billboard Rock Airplay)           | 27             |